# Sahé
Sahé est l'un des dix arrondissements de la commune d'Agbangnizoun dans le département du Zou au centre du Bénin.

## Géographie

### Localisation
L'arrondissement de Sahé est situé à l'Ouest de la commune d'Agbangnizoun.

### Administration
Sur les cinquante-trois villages et quartiers de ville que compte la commune d'Agbangnizoun, l'arrondissement de Sahé en groupe 06 villages. Il s'agit de : 
- Abigo
- Fonli
- Gbozoun 1
- Gbozoun 2
- Loukpé
- Sohoué-Dovota

## Démographie
Selon le recensement de la population de 2013 conduit par l'Institut national de la statistique et de l'analyse économique (INSAE), Sahé compte 7139 habitants.